# 寺岡孝
寺岡 孝（てらおか たかし、1942年9月13日 - 2011年2月4日）は、宮崎県宮崎市出身の元プロ野球選手（外野手、一塁手）・コーチ・監督。

## 来歴・人物
宮崎商業ではエースとして活躍し、3年次の1960年には春季九州大会に県予選を勝ち抜き進出したが、1回戦で常磐高に敗退。同年の夏の甲子園県予選では準々決勝に進むが、日南高に延長13回0-1で惜敗し、甲子園には出場できなかった。高校卒業後は1961年に専修大学へ進学し、野手に転向。東都大学リーグでは優勝に届かず、2部陥落も経験したが、4年次の1964年春季にはベストナイン（一塁手）を受賞。一部リーグ通算70試合出場、220打数59安打、打率.268、4本塁打、25打点。1年下のチームメイトに三塁手の佐野真樹夫がいた。
1965年に広島カープへ入団。1年目の同年から一軍で起用され、一塁手、外野手として32試合に先発出場。
1966年には二軍でウエスタン・リーグ首位打者を獲得。
1967年には27試合に5番打者として起用された。
1970年に大学の先輩である古葉竹識と共に南海ホークスへ移籍。
1971年には外野手として22試合に先発する。
1972年限りで現役を引退。
引退後は南海の二軍外野守備・走塁コーチ（1973年）→一軍外野守備コーチ（1974年 - 1975年）を務めた。
1976年には古葉の要請で広島に復帰し、二軍コーチに就任。
1977年には一軍コーチに昇格し、その後は二軍外野守備コーチ（1978年 - 1979年）→一軍打撃・守備コーチ（1980年 - 1983年）→一軍守備・走塁コーチ（1984年 - 1985年）を歴任。在任中は2連覇を含む3度のリーグ優勝・日本一に貢献し、俊足ながら走塁技術が乏しかった高橋慶彦に「どんどん走れ」「アウトになってもいいから走れ」と言い聞かせたほか、打撃練習では自ら打撃投手を務めて「左打席はゴロを打て、叩き付けるバッティングに徹しろ」と言い聞かせた。自在に打ち分けるノックの名人で基本捕球技術だけではなく生きたノックボールに泥だらけになる若い選手がいた。
広島退団後は南海一軍外野守備・走塁コーチ（1986年）を経て、1987年に古葉の監督就任に伴い、横浜大洋ホエールズヘッドコーチに就任。1年目オフの伊東秋季キャンプでは「自分は先発ローテーション入りして一人前になった」と自負し、コーチ達から様々な注意・助言を受けたことに対し反抗的な態度を取った中山裕章に「やる気がないなら東京へ帰れ!」と鉄拳制裁を振るって意識改革を促すきっかけを作った。佐野嘉幸・小林正之両コーチと共に、投手として入団していた石井琢朗の野手としてのセンスに注目していた。
1989年限りで古葉と共に退団。
大洋退団後は沖縄県浦添市で水処理機械販売などを手がけ、韓国KBO・三星ライオンズコーチ（1991年 - 1992年）→台湾CPBL・俊国ベアーズ監督（1993年 - 1994年）を経て、1995年にダイエーヘッドコーチに就任。監督には王貞治が就任し、初年度のコーチスタッフに寺岡、高橋慶、達川光男といった広島OBや、広島県出身の村田兆治というメンバーで固めた。これは巨人にはもう戻らないと決めた王が、監督時代に機動力を使ったいやらしい野球に苦しめられた経験から、広島OBに目を付け前述のメンバーすべてに王自身が直接電話をかけて誘ったものだが、当時は直前まで古葉（広島に加えホークスOB、そして九州人）が監督に就任する予定で、そのためコーチスタッフも前述のメンバーに決まっていて王はやむなく「現役の時から広島の野球が素晴らしいと思っていた」という説明をしたと噂されたが、王自身はそれは違うと話している。寺岡は1997年には二軍監督を務め、同年退団。ダイエー退団後は再び台湾に渡り、味全ドラゴンズ打撃コーチ（1999年 - 2002年）、中信ホエールズで打撃コーチ（2003年 - 2004年）→ヘッドコーチ（2005年）を歴任。帰国後はクラブチーム「サムライ那覇」コーチとタイ王国代表監督も務め、2009年から2010年までは3度目の台湾に渡り、興農ブルズでコーチを務めた。
2011年2月4日午前6時55分、沖縄県中頭郡西原町の病院で死去。68歳没。

## 詳細情報

### 年度別打撃成績
| 年 度     | 球 団     | 試 合 | 打 席 | 打 数 | 得 点 | 安 打 | 二 塁 打 | 三 塁 打 | 本 塁 打 | 塁 打 | 打 点 | 盗 塁 | 盗 塁 死 | 犠 打 | 犠 飛 | 四 球 | 敬 遠 | 死 球 | 三 振 | 併 殺 打 | 打 率 | 出 塁 率 | 長 打 率 | O P S |
| --------- | --------- | ----- | ----- | ----- | ----- | ----- | -------- | -------- | -------- | ----- | ----- | ----- | -------- | ----- | ----- | ----- | ----- | ----- | ----- | -------- | ----- | -------- | -------- | ----- |
| 1965      | 広島      | 58    | 138   | 130   | 6     | 32    | 4        | 0        | 0        | 36    | 9     | 2     | 3        | 1     | 0     | 5     | 0     | 2     | 19    | 1        | .246  | .285     | .277     | .562  |
| 1966      | 広島      | 56    | 82    | 80    | 6     | 14    | 3        | 0        | 2        | 23    | 8     | 1     | 0        | 0     | 0     | 2     | 0     | 0     | 19    | 3        | .175  | .195     | .288     | .483  |
| 1967      | 広島      | 69    | 159   | 152   | 13    | 33    | 7        | 0        | 5        | 55    | 14    | 1     | 1        | 0     | 1     | 4     | 0     | 2     | 31    | 4        | .217  | .247     | .362     | .609  |
| 1968      | 広島      | 19    | 43    | 42    | 5     | 8     | 1        | 0        | 1        | 12    | 5     | 0     | 0        | 0     | 0     | 1     | 0     | 0     | 13    | 0        | .190  | .209     | .286     | .495  |
| 1970      | 南海      | 59    | 116   | 109   | 20    | 23    | 5        | 0        | 5        | 43    | 17    | 2     | 0        | 0     | 1     | 5     | 0     | 1     | 20    | 2        | .211  | .252     | .394     | .647  |
| 1971      | 南海      | 53    | 130   | 122   | 18    | 26    | 4        | 0        | 5        | 45    | 20    | 0     | 4        | 0     | 0     | 5     | 2     | 3     | 23    | 1        | .213  | .262     | .369     | .630  |
| 1972      | 南海      | 18    | 21    | 21    | 1     | 2     | 1        | 0        | 0        | 3     | 0     | 0     | 0        | 0     | 0     | 0     | 0     | 0     | 5     | 1        | .095  | .095     | .143     | .238  |
| 通算：7年 | 通算：7年 | 332   | 689   | 656   | 69    | 138   | 25       | 0        | 18       | 217   | 73    | 6     | 8        | 1     | 2     | 22    | 2     | 8     | 130   | 12       | .210  | .245     | .331     | .576  |

### 背番号
- 3 （1965年 - 1969年）
- 35 （1970年 - 1972年）
- 76 （1974年 - 1989年、1993年 - 1994年）
- 88 （1995年 - 1996年）
- 71 （1997年、1999年、2003年 - 2005年、2009年 - 2010年）